# Raiamas bola
Raiamas bola és una espècie de peix de la família dels ciprínids i de l'ordre dels cipriniformes.

## Morfologia
Els adults poden assolir els 35 cm de longitud total.

## Distribució geogràfica
Es troba a l'Índia, Bangladesh, Myanmar, el Nepal, Bhutan i Tailàndia.